# Chris Ramsey (comico)
Christopher Ramsey (3 agosto 1986) è un comico, conduttore televisivo e attore britannico.Dopo un debutto come comico in spettacoli di piazza e televisivi, Ramsey ha condotto e co-condotto diversi programmi televisivi sulle reti BBC, tra cui figura anche uno show eponimo andato in onda per due anni.

## Carriera
Dopo aver sviluppato una propensione verso la comicità già durante l'adolescenza, vista come una via di fuga dai problemi tipici di quell'età, Ramsey inizia a fare gavetta come comico a partire dal 2007 presentando un evento open-mic, per poi ricevere un premio come "miglior studente comico" presso il college che frequentava nel 2008. A partire dal 2011 ha iniziato a intrattenere le persone con spettacoli di comicità dal vivo in vere e proprie tournée: il successo ottenuto in quest'ambito gli ha permesso di approdare successivamente in televisione, iniziando a lavorare in questo ambito come ospite di trasmissioni come Russell Howard's Good News e Mock The Week. Nel 2012 debutta come attore comico interpretando un ruolo nella serie TV della BBC Hebburn, a cui hanno fatto seguito innumerevoli altri spettacoli dal vivo e ospitate televisive come comico.
A partire dal 2016, Ramsey partecipa alla serie TV comica Prank Pad nelle vesti di voce narrante, ruolo che segna il suo debutto come vero e proprio conduttore televisivo. Sempre nel 2016 co-conduce anche il reality show I'm a Celebrity: Extra Camp, mentre nel 2017 e nel 2018 conduce da solo due edizioni del game show Virtually Famous. Sempre nel medesimo lasso di tempo conduce lo show televisivo The Chris Ramsey Show, che va in onda sulla BBC per due stagioni televisive. Nel frattempo, Ramsey continua comunque a intrattenere il pubblico dal vivo portando avanti dei tour. 
Nel 2019, conclusa l'esperienza dello show eponimo, partecipa al talent show Strictly Come Dancing, in cui rimane in casa fino alla dodicesima puntata. Nel 2020 conduce tre diversi programmi sulla rete pubblica britannica, la BBC: Little Mix The Search, The One Show e Children In Need; gli ultimi due sono programmi di lunga data dell'emittente, precedentemente affidati ad altri conduttori.

## Vita privata
Ramsey ha sposato Rosie Winter il 25 luglio 2014. I due hanno avuto un figlio, Robin. Nel 2021 la coppia darà alla luce il proprio secondogenito.

## Programmi televisivi
Parziale: include soltanto programmi in cui la sua partecipazione è stata significativa, non singole ospitate.
- Celebrity Judge, 20 episodi (2011 - presente) - Ospite ricorrente
- Celebrity Benchmark, 5 episodi (2015) - concorrente
- Russell Howard/Chris Ramsey's Stand Up Central (2016/2017) - Conduttore primo episodio; ospite
- Prank Pad (2016 - presente) - Conduttore/Voce narrante
- I'm a Celebrity: Extra Camp (2016) - Co-conduttore
- Virtually Famous (2016/2017) - Conduttore
- The Chris Ramsey Show (2016/2017) - Conduttore
- Richard Osman's House of Games (2017) - Concorrente
- The Chase: Celebrity Specials (2017) - Concorrente
- Strictly Come Dancing (2019) - Concorrente
- Little Mix The Search (2020) - Conduttore
- The One Show (2020) - Conduttore
- Children In Need (2020) - Conduttore

- Celebrity Catchphrase (2020) – Concorrente

## Filmografia
- Just For Laughs - serie TV, 2 episodi (2009/2014)
- Hebburn - Serie TV, 13 episodi (2012-2013)
- Drunk History - Serie TV, 1 episodio (2016)
- Murder on the Blackpool Express - Film TV (2017)
- Death on the Tyne - Film TV (2018)

## Tour
- Offermation (2011)
- Feeling Lucky (2012)
- The Most Dangerous Man on Saturday Morning Television (2014)
- All Growed Up (2015–2016)
- Is That Chris Ramsey? (2017–2018)
- The Just Happy to Get Out of the House Tour (2018–2019)
- Chris Ramsey: 20/20 (2020)